# Lu Synd
Lu Synd, nata Pauline Müller (Costanza, 15 giugno 1886 – Berlino, 5 maggio 1978), è stata un'attrice tedesca.

## Biografia
Pauline Müller era figlia di un industriale. Studiò danza classica e si esibì come ballerina. Trasferitasi nel 1914 a Berlino, fu scoperta dal regista Richard Eichberg che nel 1916 la fece esordire nel film Leben um Leben con il nome d'arte di Lu Synd e fino al 1921 interpretò una dozzina di film, alcuni dei quali furono anche prodotti da lei.
Sposata con l'attore Aruth Wartan, divorziò nel 1919 e poi visse per alcuni anni a Milano. Lasciò il cinema nel 1921 e recitò ancora in teatro finché da tempo dimenticata, morì ultranovantenne a Berlino, nel 1978.

## Filmografia
- Leben um Leben, regia di Richard Eichberg (1916)
- BZ-Maxe & Co. (1916)
- Nächte des Grauens (1916)
- Die Abenteuer des Kapitän Hansen (1917)
- Weg der Erlösung (1918)
- Europa postlagernd (1918)
- Vom Rande des Sumpfes (1918)
- Ferdinand Lassalle (1918)
- Die Rache des Bastards (1919)
- Sündenlust (1919)
- Margot de Plaisance (1919)
- Der Bastard (1919)
- Die tote Stunde (1920)
- Rennbahnschieber (1921)